# Xyris jupicai
Xyris jupicai är en gräsväxtart som beskrevs av Louis Claude Marie Richard. Xyris jupicai ingår i släktet Xyris och familjen Xyridaceae. Inga underarter finns listade i Catalogue of Life.

## Bildgalleri

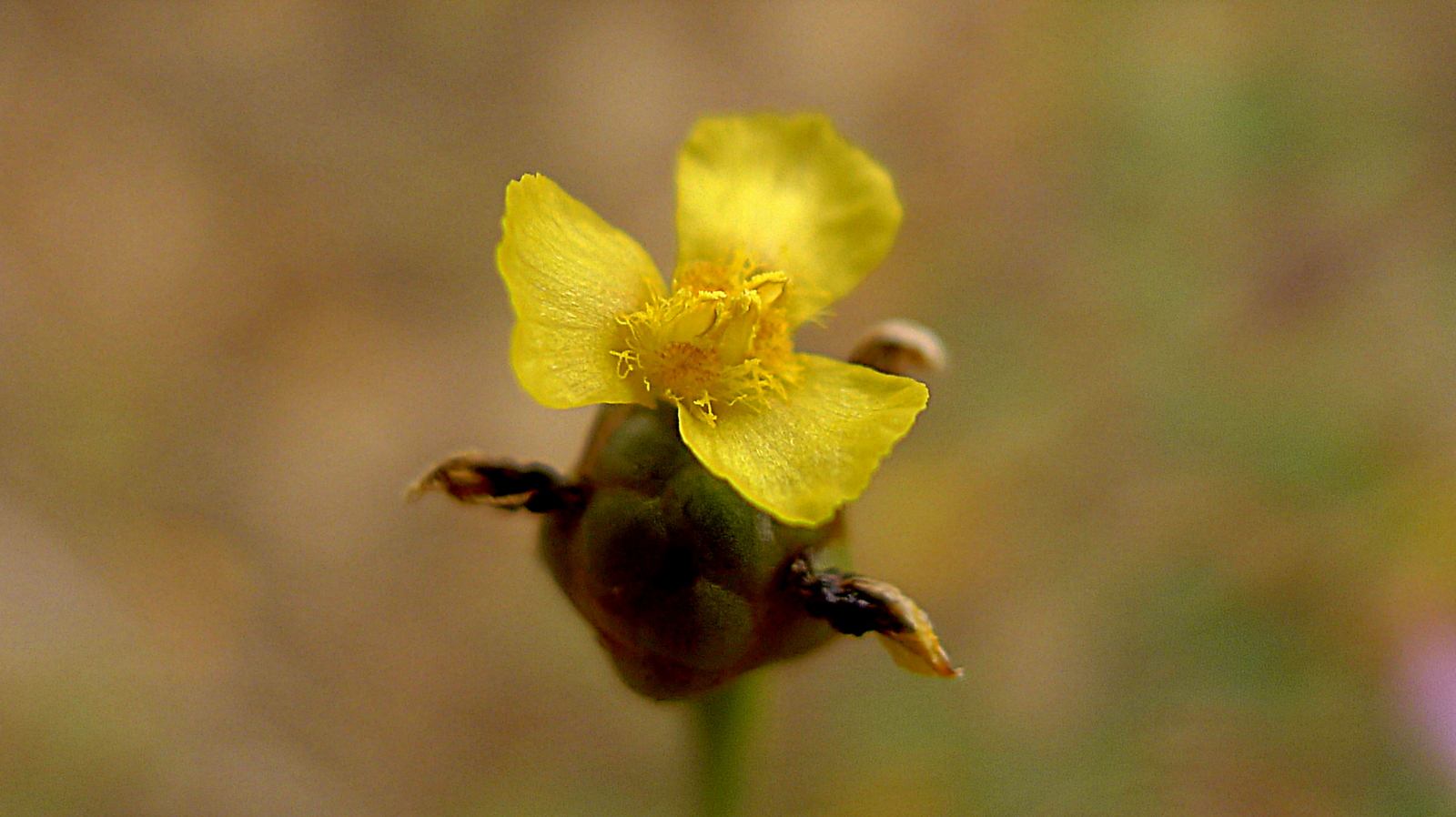
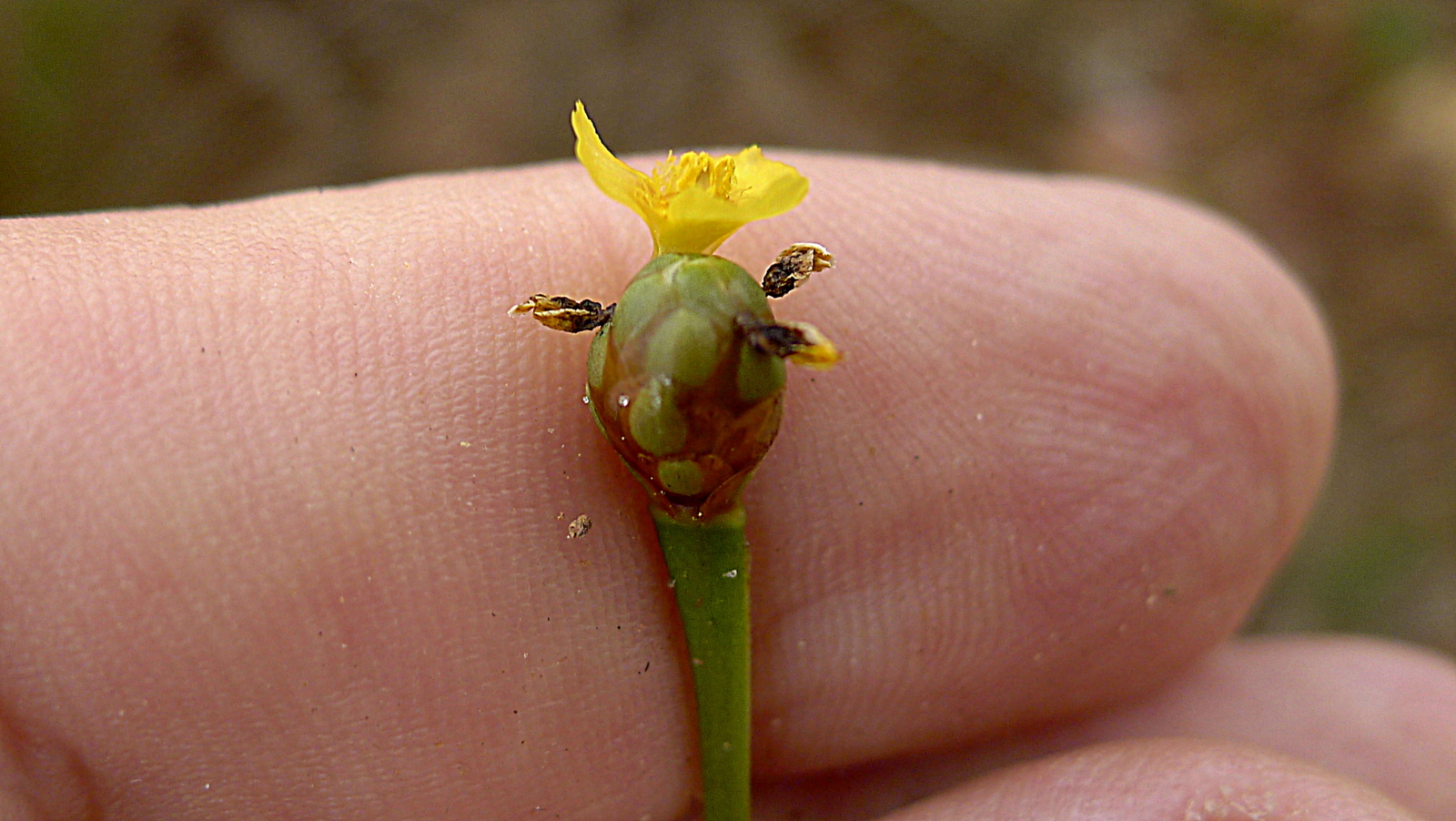
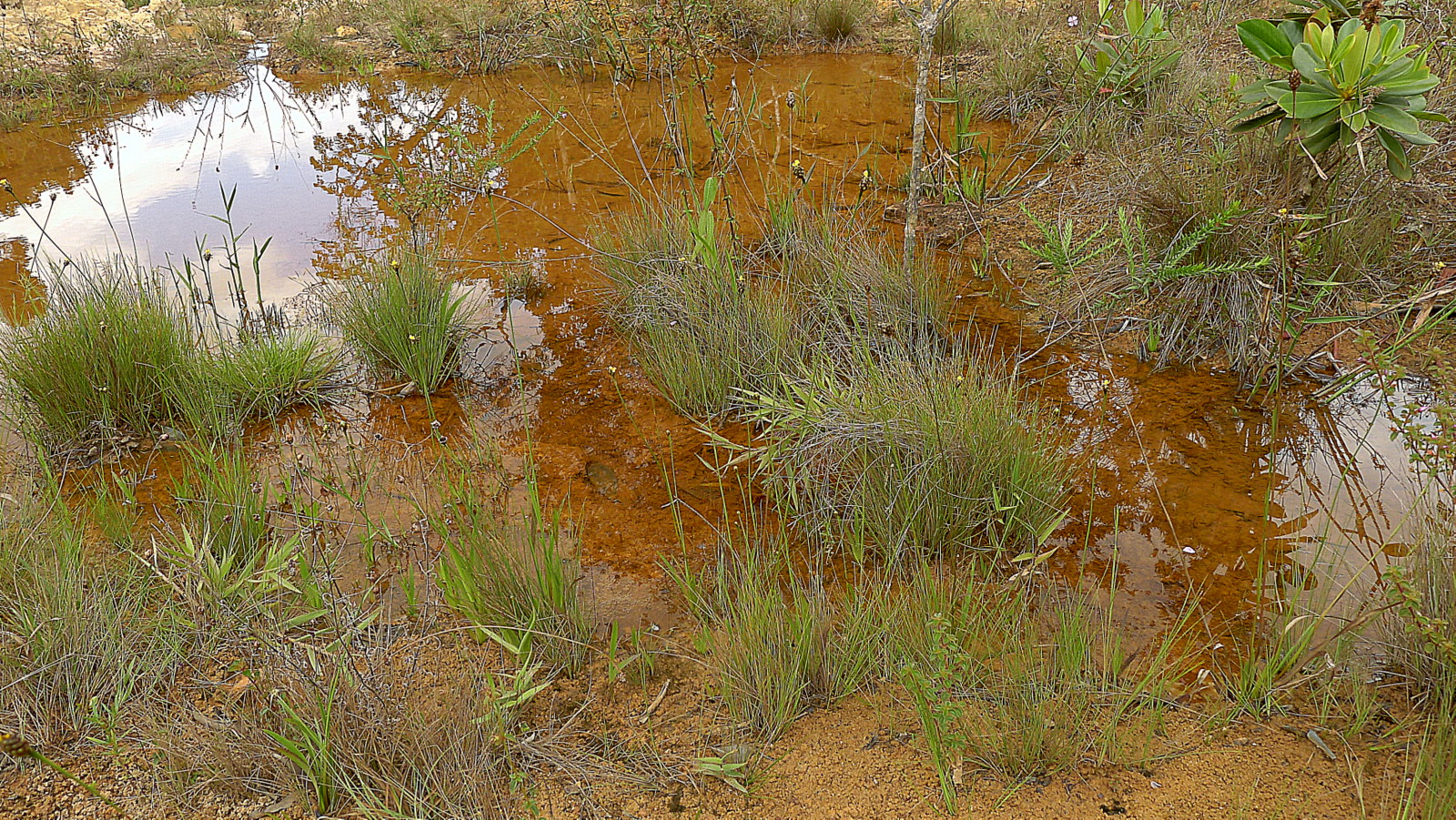
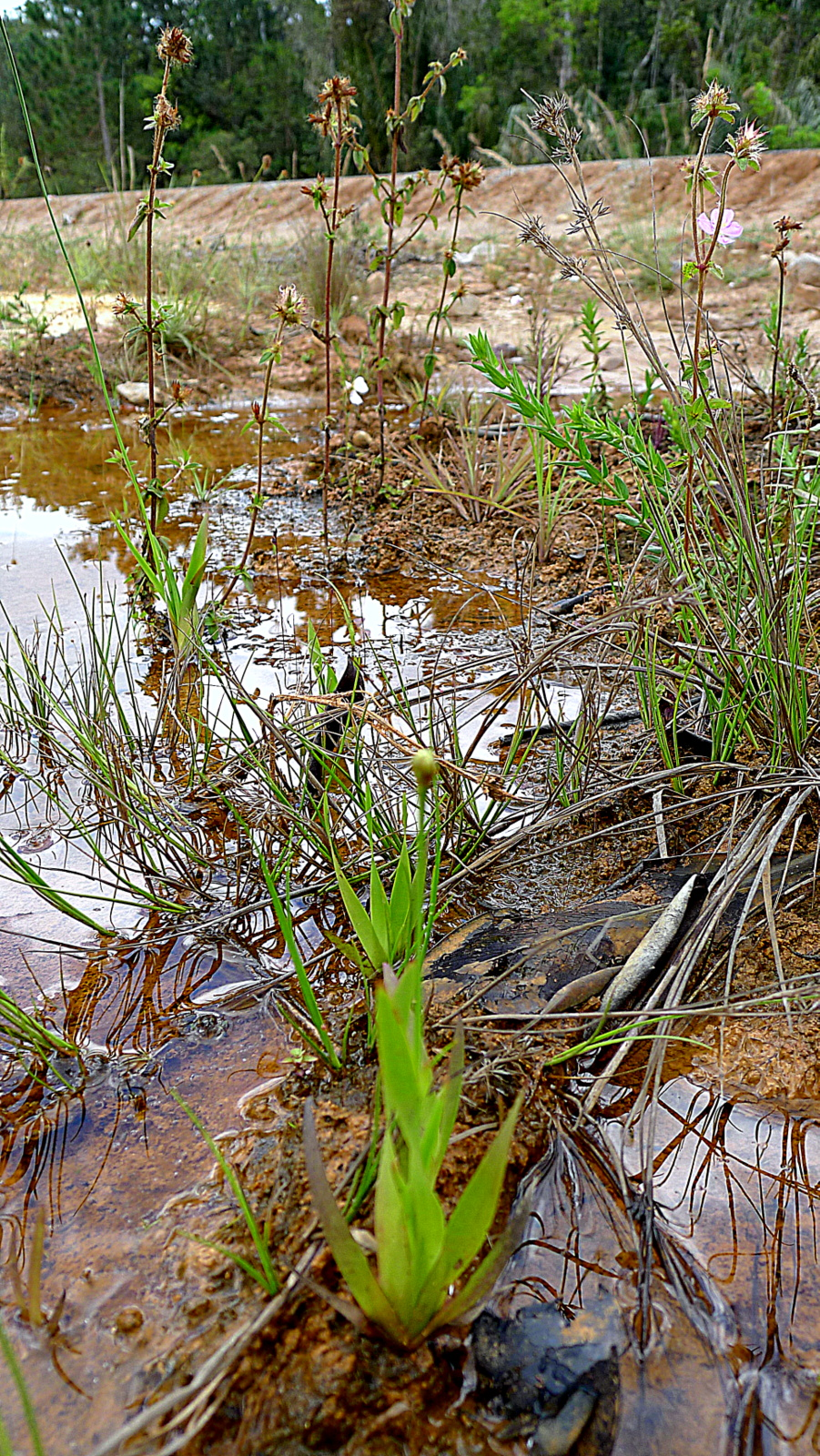
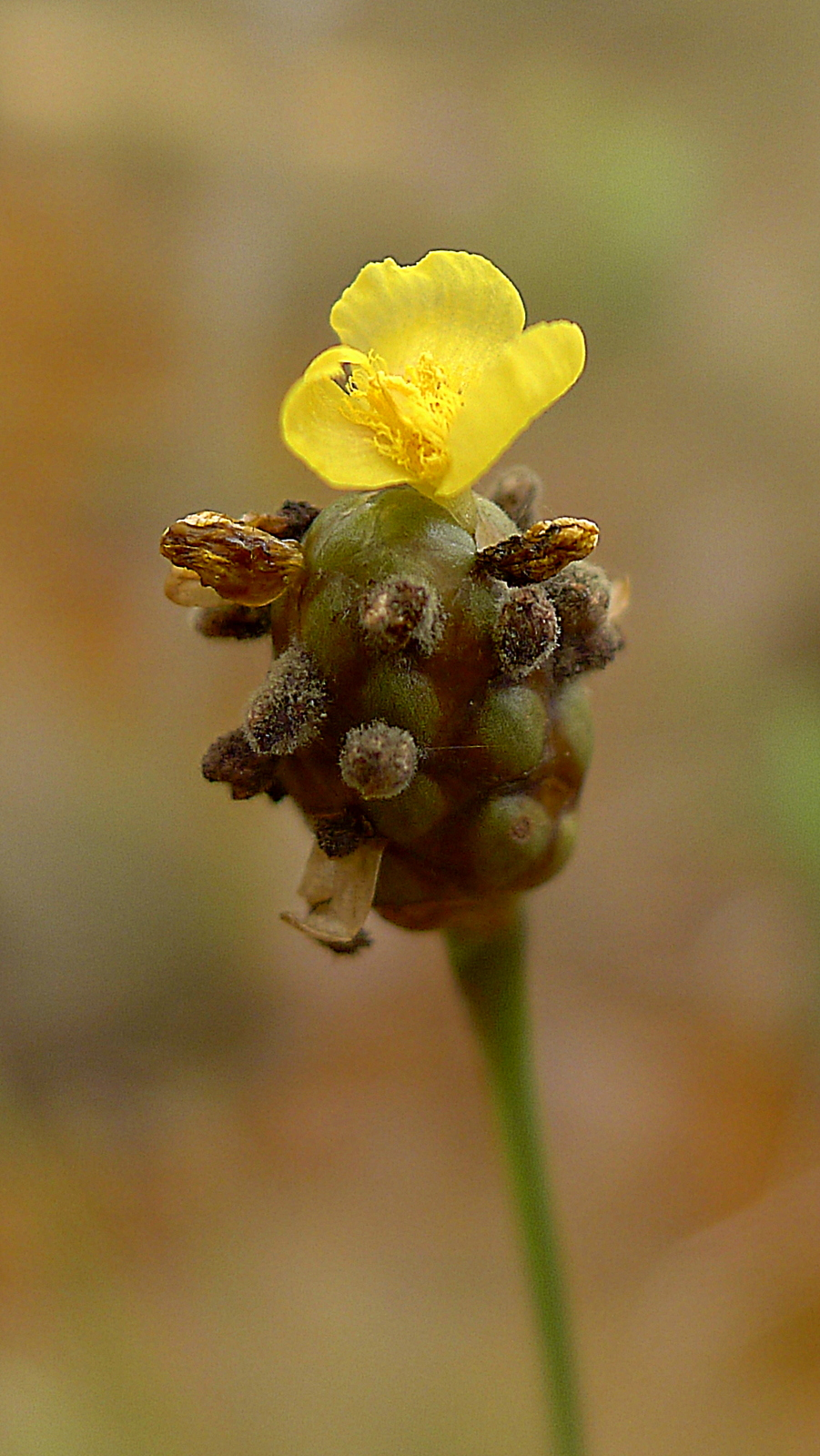
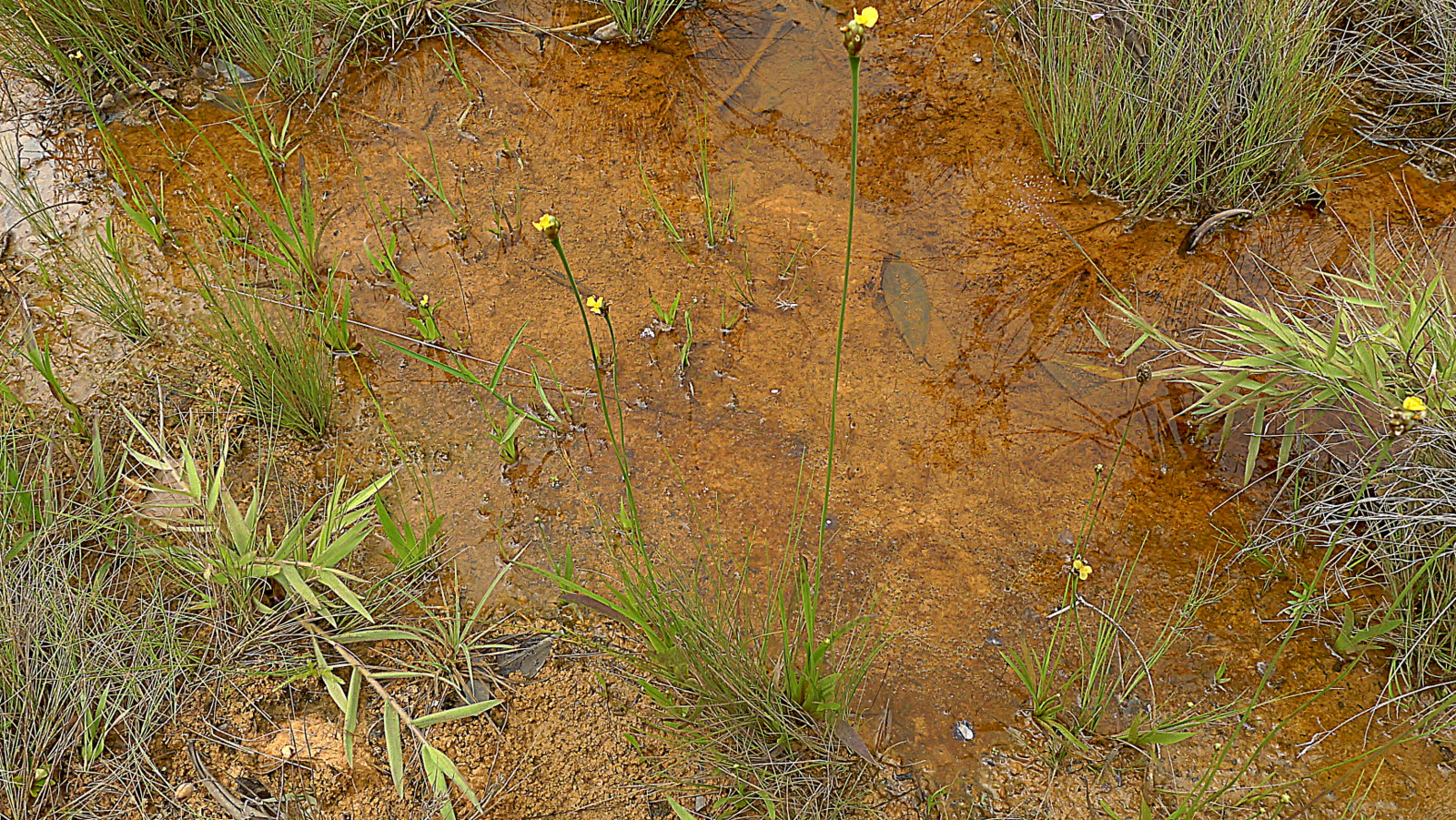